# Martin Erat
Martin Erat, född 28 augusti 1981 i Třebíč, Tjeckoslovakien, är en tjeckisk professionell ishockeyspelare som spelar för HC Kometa Brno i Extraliga.
Han har tidigare spelat på NHL-nivå för Arizona Coyotes, Washington Capitals och Nashville Predators och på lägre nivåer för Avangard Omsk i KHL, Milwaukee Admirals i AHL samt Red Deer Rebels och Saskatoon Blades i WHL och HC Zlin i Extraliga.

## Klubbar
- Zlin Jr 1997–99
- Zlin ZPS HC 1998–99
- Saskatoon Blades 1999–01
- Red Deer Rebels 2000–01
- Milwaukee Admirals 2002–03
- Nashville Predators 2001–04, 2005–13
- HC Zlín 2004–05
- Washington Capitals 2013–14
- Arizona Coyotes 2014–15
- Avangard Omsk 2015–16
- HC Kometa Brno 2016–